# Leksikalna kohezija
Leksikalna kohezija
tako kot slovnična kohezija
skrbi, da so sestavine površinskega besedila med seboj povezane in da je besedilo koherentno, smiselno in bralcu razumljivo. Leksikalna kohezija se deli na 7 kriterijev, in sicer:
1. Popolna ponovna pojavitev
2. Delna ponovna pojavitev
3. Parafraza
4. Sinomija / Antonomija
5. Nadpomenkost / Podpomenkost
6. Sematsko polje
7. Besedne zveze

## 1. Popolna ponovna pojavitev
Uporabljena je predvsem v prostem govoru, saj je govor nenačrtovan in spontan. Pri načrtnem govoru (javni nagovor), tvorbi javnih, neumestnostnih besedil se izogibamo oziroma poskušamo omejiti uporabo popolne ponovne pojavitve. Uporabljajo pa se predvsem tedaj, kadar želimo poudariti in okrepiti svoje stališče ali izraziti presenečnja.
- Okrepitev stališča:

```
          
Konec meseca bo v Ljubljai potekala 
konferenca
 o ekoloških novostih. 
Konferenca
 naj bi privabila več 10.000 udeležencev iz celega sveta.
```

- Izraz presenečenja:

```
          
A: "Sporočamo, da začetek šole prestavljamo za 
dva meseca
..."

          B: 
Dva meseca
?
```

Najpogostejša raba popolne ponovne pojavitve pa se pojavi  v poetičnih besedilih.
- Poetično besedilo:

```
         
This little piggy
 went to the market.

         
This little piggy
 stayed at home.
         
This little piggy
 had a roast of bed.
         
This little piggy
 had none.
         
This little piggy
 cried all the way home, wee, wee ,wee.

                                        (Angleška otroška pesem)
```

## 2. Delna ponovna pojavitev
Delna ponovna pojavitev je ponovitev že uporabljenjih elemetov, vendar pretvorjenih v druge besedne vrste. 
```
          
Pasja krema
 je namenjena 
psom
. Uporabo ne uporočamo za 
pse pasme
…
```

## 3.Parafraza
Parafraza je ponovna pojavitev iste vsebine v spremenjenem izrazu ali vrstnem redu.
```
         V evropski družbi je 
introvertiranih
 ljudi trikrat manj kot 
ekstravertiranih
. V evropski družbi je 
vase zaprtih ljudi
 trikrat maj kot pa 
odprtih ljudi
.
```

## 4. Sinomija – Antonomija
- Sopomenke so besede (glagoli, samostalniki, pridevniki ...), ki imajo popolnoma enak pomen in imajo možnost nadomestitve oziroma so zamenljive. Sopomenki morata biti obvezno isti besedni zvezi.

```
         Na 
aerodromu
 Ljubljana so odprli novo vzletno stezo.
         Na 
letališču
 Ljubljana so odprli novo vzletno stezo.
```

- Protipomenke so pari besed z nasprotnim pomenom.

```
         Brata sta kot 
noč
 in 
dan.
```

```
         Koncerta so se udeležili 
stari
 in 
mladi.
```

## 5. Nadpomenkost - podpomenkost
Nadpomenka je beseda s širokim pomenom, ki tvoji kategorijo, pod katero sodijo tudi besede z bolj specifičnim pomenom – podpomenke.
```
         Rada imam 
živali
, najraje 
pse
.
```

- Lahko jih najdemo tudi v prenesem pomenu.

```
         Moker sem kot 
cerkvena miš
. (ne povsod uporabljeno kot nadpomenka reveža, revščine)
```

## 6.Semantično polje
Semantično polje ali leksikalna veriga je niz leksemom na imenovalnem području, ki so med seboj povezani in drug drugega na določen način definirajo. 
```
         Semantično polje: » Mačka « vsebuje leksikalno verigo: » mjavkanje, predenje, lenoba, praskanje, samostojnost itd..«
```

Pri leksikalni verigi torej ne govorimo o sopomenkah vendar o pomenih, ki so smiselno povezani z danim leksemom.
```
         Leksem » Koža «, možnosti leksemne verige : » polt, zagorelost, losjon za telo, suha ,.. «
```